# Kim Moon-soo
Kim Moon-soo (n. 29 decembrie 1963, Busan, Coreea de Sud) este un jucător de badminton ce a reprezentat Coreea de Sud, medaliat olimpic. A participat la 1 ediție a Jocurilor Olimpice (1992) în care a câștigat 1 medalie de aur.